# Norman Rydge
Norman Rydge es un deportista australiano que compitió en vela en la clase Flying Dutchman. Ganó tres medallas en el Campeonato Mundial de Flying Dutchman entre los años 2003 y 2008, y una medalla en el Campeonato Europeo de Flying Dutchman de 2008.

## Palmarés internacional
| Campeonato Mundial | Campeonato Mundial       | Campeonato Mundial | Campeonato Mundial |
| Año                | Lugar                    | Medalla            | Clase              |
| ------------------ | ------------------------ | ------------------ | ------------------ |
| 2003               | Melbourne (Australia)    | Medalla de plata   | Flying Dutchman    |
| 2005               | Balatonföldvár (Hungría) | Medalla de bronce  | Flying Dutchman    |
| 2008               | Napier (Nueva Zelanda)   | Medalla de bronce  | Flying Dutchman    |
| Campeonato Europeo |                          |                    |                    |
| Año                | Lugar                    | Medalla            | Clase              |
| 2008               | Rabac (Croacia)          | Medalla de bronce  | Flying Dutchman    |

1. ↑  En algunas ediciones del Campeonato Europeo se permitió la participación de regatistas de otros continentes.